# 犍為文峰塔
犍為文峰塔位於四川省樂山市犍為縣，文物遺址年代判定為明。2012年7月16日公佈為第八批四川省文物保護單位。
犍為文峰塔位於四川省樂山市犍為縣龍孔鎮文峰村四組，建於明萬曆三十六年。坐東向西，占地面積81平方公尺。為八角形磚塔，共九層。通高23.95公尺，底層邊長3.64公尺。疊澀出簷，逐層內收，內有螺旋形臺階共90級直通塔頂，塔頂為窟窿形。犍為文峰塔對研究古代佛教文化傳播與建築技藝具有重要參考價值。2006年，犍為文峰塔被樂山市人民政府公佈為市級文物保護單位。